# Novo Panitjarevo
Novo Panitjarevo (bulgariska: Ново Паничарево) är ett distrikt i Bulgarien.   Det ligger i kommunen Obsjtina Primorsko och regionen Burgas, i den östra delen av landet, 400 km öster om huvudstaden Sofia.
I omgivningarna runt Novo Panitjarevo växer i huvudsak lövfällande lövskog. Runt Novo Panitjarevo är det glesbefolkat, med 10 invånare per kvadratkilometer.